# Jerónimo Xavierre
Jerónimo Xavierre OP (ur. w 1546 w Saragossie, zm. 2 września 1608 w Valladolid) – hiszpański kardynał.

## Życiorys
Urodził się w 1546 roku w Saragossie, jako syn Dominga Xavierre i Isabel Pérez de Casedy. W 1562 roku wstąpił do zakonu dominikanów, a 28 grudnia następnego roku złożył profesję wieczystą. Po przyjęciu święceń kapłańskich został wykładowcą na Universidad de Zaragoza. W 1601 roku został wybrany generałem zakonu. Był członkiem hiszpańskiej Rady Stanu i spowiednikiem Filipa III. 10 grudnia 1607 roku został kreowany kardynałem prezbiterem, jednak nie otrzymał kościoła tytularnego. Zmarł 2 września 1608 roku w Valladolid.